# Ковалин
Ковали́н — село в Україні, у Бориспільському районі Київської області. Населення становить 1077 осіб. Входить до складу Дівичківської сільської громади.

## Історія

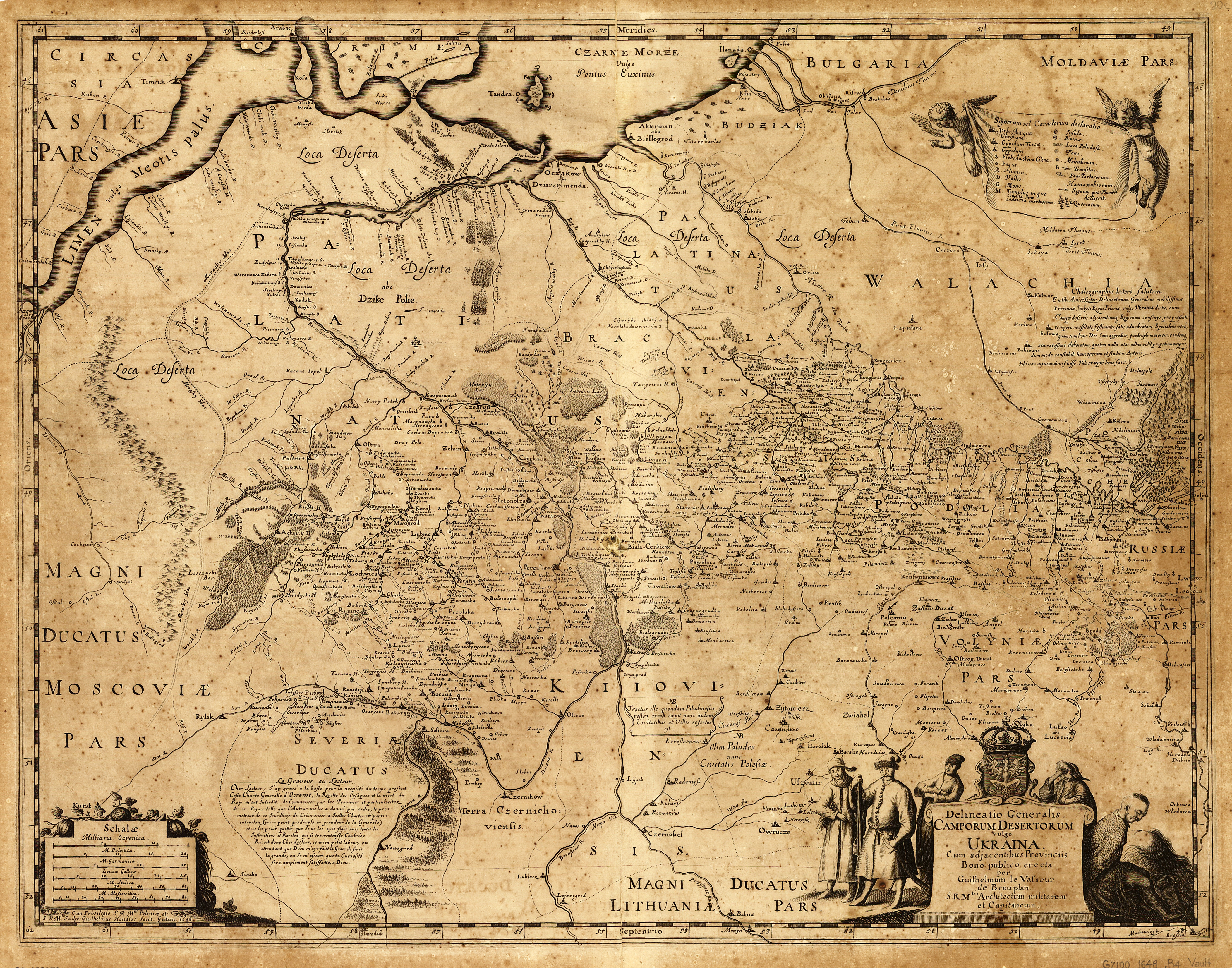
Відображення Ковалина на Загальній карті України Гійома Боплана, 1648 р.

Поселення ще в старовину називалося «Ковалі». З великого шляху, що йшов з Переяслава до Києва, тяглася дорога до Ковалина і спускалася з гори, де зараз у селі стоїть магазин, а далі річковою долиною – до Дніпра. Це була важка дорога, але безпечна для перевезення товарів на Лівобережжя. Ось тут при спуску з гори і поселилися ковалі. Купці разом з верховою охороною робили біля них привал для ремонту упряжі, щоб підкувати коней, бо взимку кригою не підкований кінь пройти не може. Так ця місцевість стала називатися «Ковалі».
Перша письмова згадка про село відноситься до 1581 року, де в польському джерелі — «Регістр поборів землі Київської» — згадується село Ковалин (Kowalin) на Карані на землях Пустинського монастиря. В ній зазначено, що лише як 1 рік осаджено тільки.
Позначене на одній з ранніх мап авторства Гійома Левассера де Боплана, укладеній орієнтовно 1635 року, що зберігається в Державному архіві Швеції.
За часів Української держави Вольності Війська Запорозького (козаччини) село належало до Першої сотні Переяславського полку Війська Запорозького.
з 1751 року церква Різдва Пресвятої Богородиці

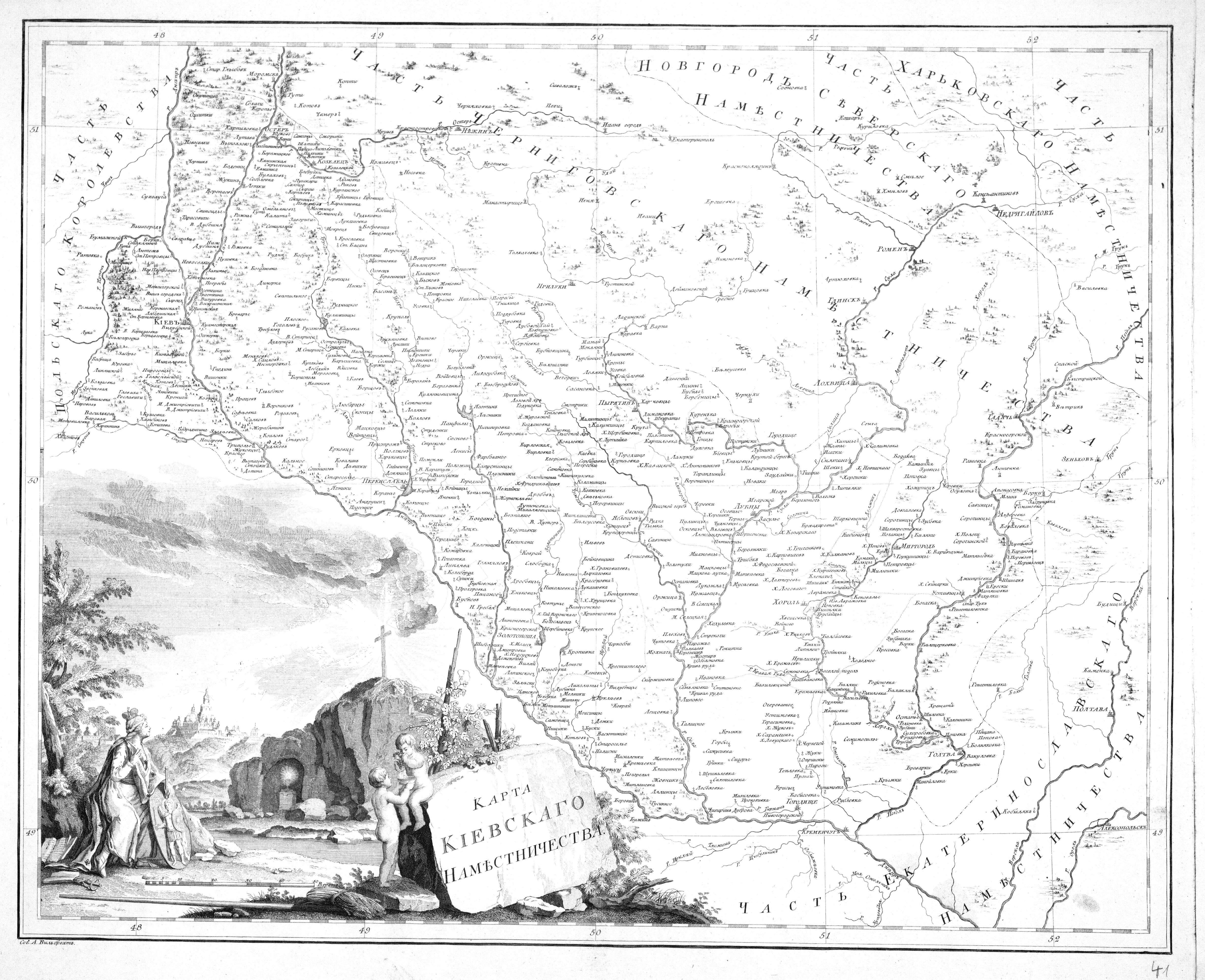
Карта Київського намісництва на якій також відображений Ковалин, 1792 р.

За описом Київського намісництва 1781 року село відносилось до Переяславського повіту цього намісництва, і у ньому нараховувалось 104 хати виборних козаків, козаків підпомічників та підсусідків.
За книгою Київського намісництва 1787 року у селі проживало 324 душ. Було у володінні різного звання «казенних людей» і козаків та власників — полковника Луки Лукашевича і колезького асесора Концевича.
З ліквідацією Київського намісництва село як і увесь Переяславський повіт перейшло до складу Полтавської губернії.
Є на мапі 1812 року
За даними 1859 року село є «власницьким та козацьким»; дворів — 126; населення — 966 особи (ч. — 483, ж. — 483); є православна церква, сільське училище та волосна управа.
У 1880 році у Ковалині знаходилось волосне правління Ковалинської волості Переяславського повіту. Однак, наприкінці XIX століття волосне правління перенесено до села Єрківці і назву волості змінено на Єрковецька.
У 1920-х роках Ковалин входив до Рогозівського району Київської округи УРСР.
В 1930 році у Ковалині було 417 дворів та мешкало 2010 жителів. Влітку того ж року було організовано дві артілі — «Нове життя» та ім. Шевченка, які в 1931 році об'єднались в одне господарство — колгосп ім. Леніна. Під час колективізації розкуркулено 7 сімей. До наших днів дійшли фрагменти записів з книги реєстрації смертей за січень-листопад 1932 року, які засвідчують велику смертність дітей і людей працездатного віку. Загальна кількість померлих від голоду близько 500 чоловік, з них поіменно встановлено — 40. Поховані жертви Голодомору на сільському кладовищі, де встановлено дерев'яний хрест з написом: «Жертвам Голодомору 1932—1933 рр.».
16 вересня 1941 року село було окуповане військами Вермахту під час німецько-радянської війни. За 2 роки німці забрали на роботи 250 юнаків і дівчат з яких 11 чоловік не повернулося. Отже тим самим було врятовано життя десятків молодих чоловіків, яких російські окупанти не змогли мобілізувати напередодні битви за Дніпро.
У післявійськовий час почалася відбудова села. Але лише в 1955 році колгосп мав усю необхідну техніку для роботи. Будувалися нові стайні. Побудовано великий цегляний клуб для села, з'явилися нові магазини, контора, заасфальтовані дороги.
В 1992 році населення Ковалина збільшилось на 270 будинків завдяки переселенцям із Чорнобильської зони відчуження. 560 жителів села Новий Мир Поліського району Київської області переселились до Ковалина. З приїздом переселенців у селі була побудована нова школа. В 2010 році було відкрито пам'ятник жертвам Чорнобиля.
У листопада 2017 року Ковалин увійшов до Дівичківської сільської об'єднаної територіальної громади утвореної шляхом об'єднання жителів сіл: Дівички, Єрківці, Ковалин, Стовп'яги, Веселе, Гречаники, Кавказ.

## Відомі ковалинці
- Буряк Марія Пантелеймонівна (1935-2008) — майстриня декоративного розпису, Заслужений майстер народної творчості України.
- Роман Олексій Петрович (1922-1995) — військовик, Герой Радянського Союзу.

## Галерея

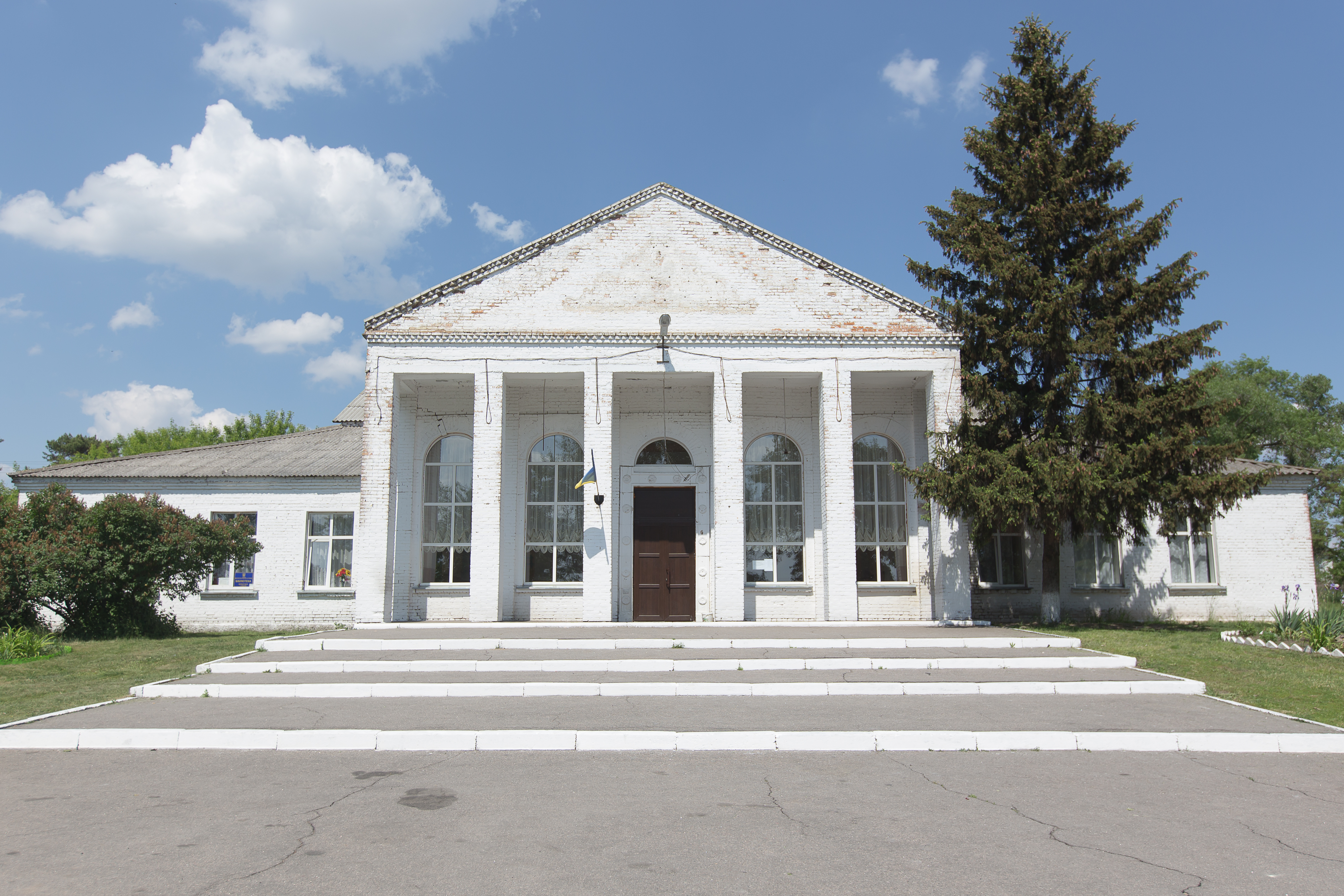
Бібліотека. Філіал № 25 с. Ковалин
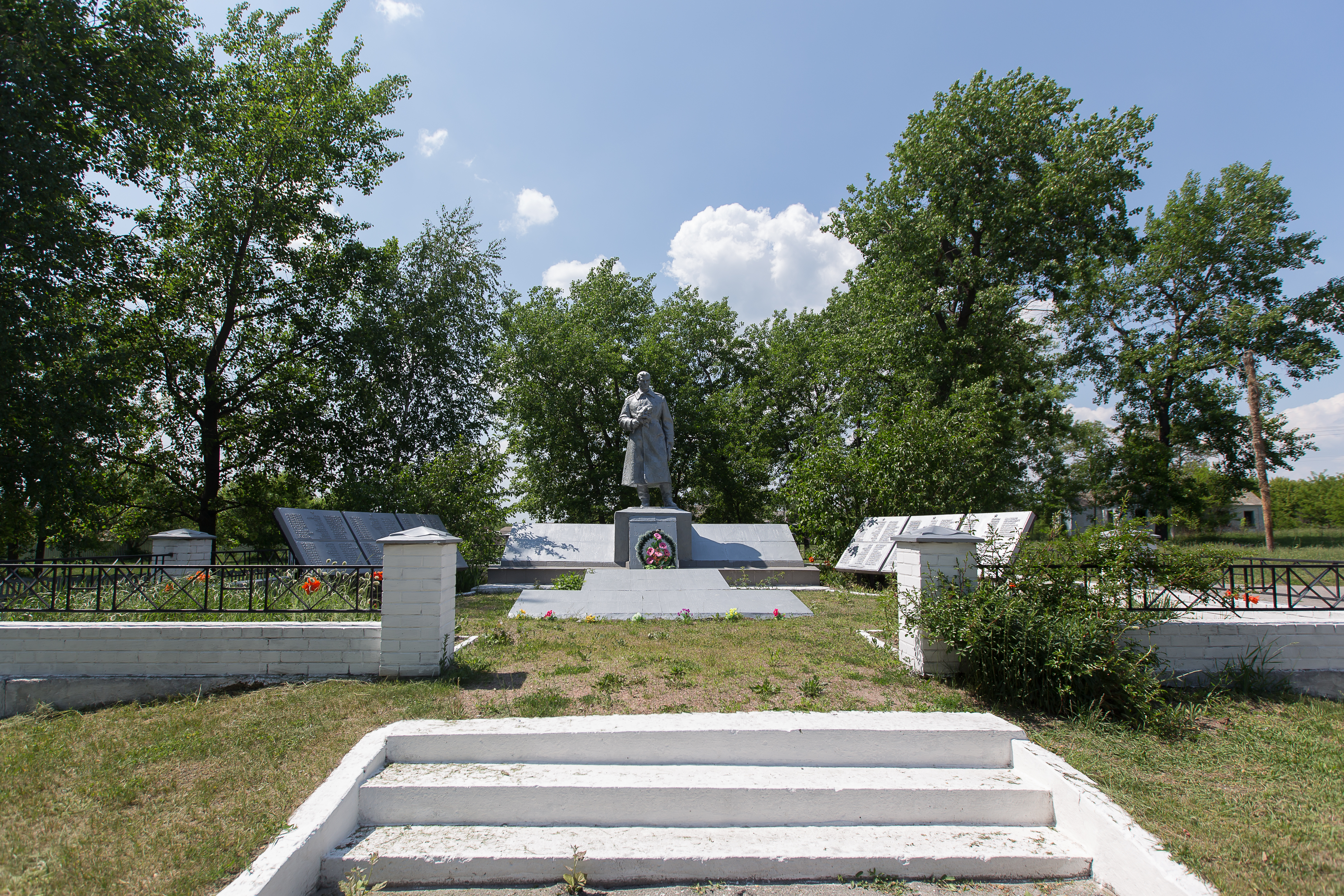
Меморіал Загиблим у німецько-радянській війні с. Ковалин